# Furgella intermedia
Furgella intermedia là một loài côn trùng trong họ Myrmeleontidae thuộc bộ Neuroptera. Loài này được Markl miêu tả năm 1953.